# Sortlandssundet
Sortlandssundet er sundet mellem Langøya og Hinnøya i Vesterålen. Sundet krydses af Sortlandsbroen mellem Sortland på Langøya og Strand på Hinnøya.
Syd for Sortlandssundet skiller Hadselfjorden Hadseløya på den ene side og Hinnøya og Austvågøya på den anden side. Nord for Sortlandssundet skiller Gavlfjorden Langøya og Andøya, og Risøysundet skiller Andøya og Hinnøya.
Hurtigruten går gennem Sortlandssundet, med anløb på Sortland mellem Stokmarknes og Risøyhamn.
Før broerne i Vesterålen blev bygget gik der flere færger over Sortlandssundet. Der gik også færge mellem Sortland og Maurnes, og mellem Sortland og Djupfjorden.